# Deportivo Ayutla
Deportivo Ayutla es un club de fútbol de la ciudad de Tecún Umán, Departamento de San Marcos que actualmente milita en la Segunda División de Guatemala.